# Kristineberg, Oskarshamn

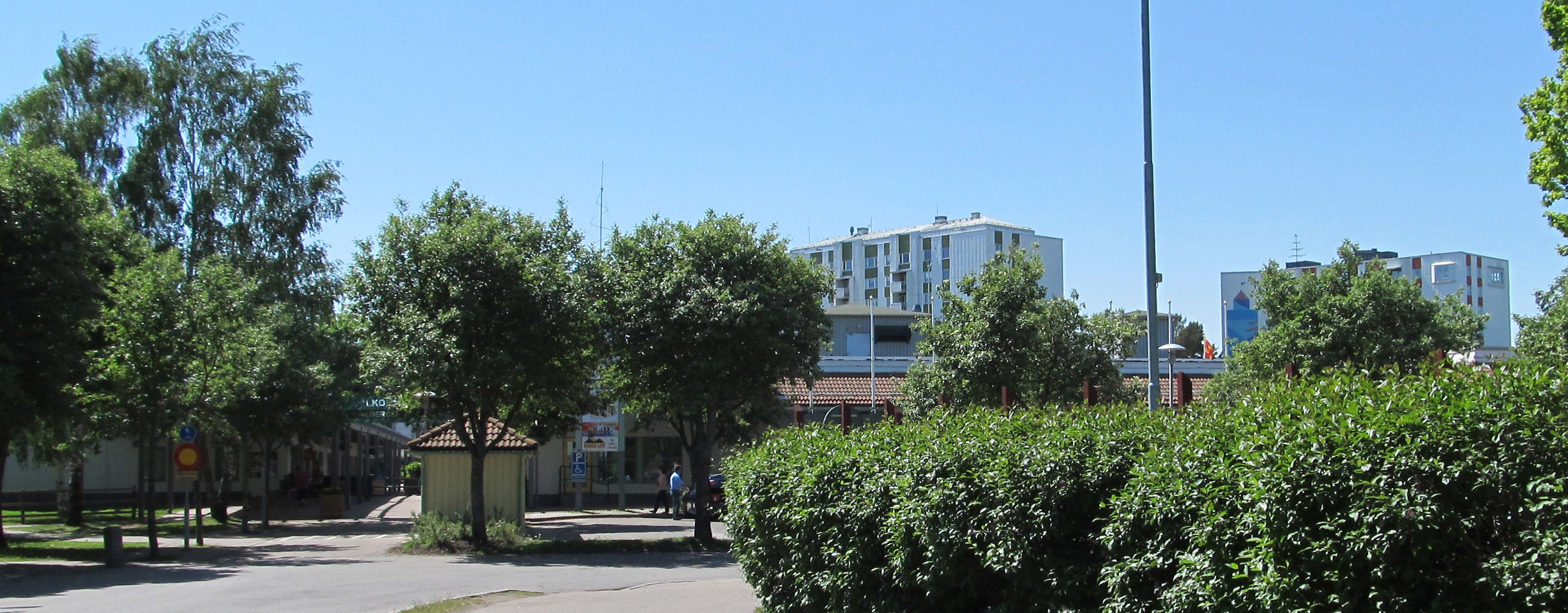
Kristinebergs centrum med ett par av höghusen i bakgrunden.

Kristineberg är en stadsdel i sydöstra Oskarshamn.

## Historik
Bostadsområdet Kristineberg byggdes som en del av det svenska miljonprogrammet. I december 1966 började man bygga den östra delen. Våren 1972 stod det sista huset färdigt och folkmängden i östra Kristineberg uppgick till omkring 2 000 personer. Bostadsefterfrågan var fortsatt hög bl.a. på grund av byggandet av Oskarshamns kärnkraftverk och i januari 1974 hade Oskarshamn ännu en bostadskö på omkring 1 000 personer. 1972 började man därför bygget av västra delen av Kristineberg som skulle bebyggas med ytterligare 1 400 lägenheter och sex höghus. 1979 färdigställdes de sista hyreshusen i västra Kristineberg. Planerna hade då bantats något. Bl.a. byggdes bara tre av höghusen som fick åtta våningar vardera. Därtill byggdes ett centrum med butiker, bibliotek, skola och bank.
2013 beslutades om rivning av det gröna huset.